# Застава Монака
Застава Монака се састоји из две једнаке траке црвене (горе) и беле. Слична је застави Индонезије која је дужа и застави Пољске, код које је распоред боја обрнут. Црвена и бела су хералдичке боје династије Грималди од 1339. године, али се изглед заставе мењао током времена.
Првобитна застава Монака, била је слична данашњој државној застави, али је имала старију верзију грба и коришћена је од раних дана кнежевине (сем времена француске анексије 1793-1814) до данашњице, а једноставнији дизајн је усвојен 4. априла 1881. године.
Још један дизајн састоји се из хералдички речено lozenge (ромбоидно поље) у бојама породице Грималди - црвеној и белој. Ова застава коришћена је у различитим приликама, нарочито у 17. веку, као незванична застава. Данас нема никакву званичну употребу, иако се понекад појављује.
|  |

## Државна застава
Државна застава Монака која се састоји из државног грба на белој позадини. Вијори се на владиним зградама, кнежевској палати, у присуству званичника и као барјак на кнежевој јахти.

## Кнежевска стандарта
Кнежевска стандарта, која се састојала од круне Монака изнад два супротстављена слова А на белој позадини, била је лична застава кнеза Алберта II и коришћена је само у његовом непосредном присуству, посебно на колима којима је путовао. Често је била виђена са златним обрубом.

## Фусноте
1. Извори се не слажу око употребе. Према  то је ; према World Flag Database то је ; а према књизи Витнија Смита Flags Through the Ages and Across the World (1975), то је .